# Гідротерми
Гідротерми (рос. гидротермы; англ. thermal springs; нім. Hydrothermen f pl) — гарячі водні розчини в надрах Землі, що утворюються в процесі застигання магми, видалення води з мінералів під час їхньої перекристалізації тощо.
Гідротермальні води прориваються на поверхню суші у вигляді гейзерів. Підводні гідротермальні джерела утворюють так звані чорні курильщики на дні океанів. Незважаючи на велику глибину й майже абсолютну темряву, чорні курильщики й інші підводні гідротермальні джерела дуже багаті на своєрідне анаеробічне життя.
Низка сучасних теорій вважає, що нерівноважний характер розчину солей в гідротермальних водах, надзвичайно висока температура й тиск, створили умови для зародження життя на Землі.
Існування гідротерм в рифтових зонах на дні морів і океанів (Червоне море і ін.) однозначного пояснення поки не має. Це явище трактується як сучасний аналог гідротермального процесу, що відіграє важливу роль в рудоутворенні. 